# دیگو دالدوسو
دیگو دالدوسو (انگلیسی: Diego Daldosso؛ زادهٔ ۲۴ ژوئن ۱۹۸۳) بازیکن فوتبال اهل ایتالیا است.
از باشگاه‌هایی که در آن بازی کرده‌است می‌توان به باشگاه فوتبال مونتسا، باشگاه فوتبال آلساندریا، و باشگاه فوتبال پارما اشاره کرد.
وی همچنین در تیم ملی فوتبال زیر ۱۸ سال ایتالیا بازی کرده‌است.